# Le Rossignol et les Cloches
Pour les articles homonymes, voir Rossignol (homonymie).
Pour plus de détails, voir Fiche technique et Distribution.
Le Rossignol et les Cloches est un film québécois de René Delacroix tourné à l'été 1951. La première du film a lieu le 29 février 1952, au Théâtre Saint-Denis à Montréal. 

## Synopsis
Le Rossignol et les Cloches raconte l'histoire du «rossignol», un enfant prodige d'une douzaine d'années doté d'une voix de soprano exceptionnelle. L'intrigue pivote autour de la rocambolesque odyssée de l'enfant qui s'enfuit à Montréal après avoir été humilié par un camarade.

## Fiche technique
- Réalisation : René Delacroix
- Production : Richard J. Jarvis de Québec Productions
- Scénario : Joseph Schull
- Directeur de la photographie : Akos Farkas
- Musique : Allan McIver
- Date de sortie: 29 février 1952

## Distribution
- Gérard Barbeau : Guy Boyer (l'enfant prodige)
- Nicole Germain : Nicole Payette
- Jean Coutu : René
- Juliette Béliveau : La grand-mère Boyer
- Clément Latour : Le curé
- Ovila Légaré : Le restaurateur Antonio
- Hector Charland : L'évêque
- Roger Baulu : Le maître de cérémonie
- Juliette Huot : La serveuse de restaurant
- Georges Paquin : Claude
- Yves Létourneau : Gariépy
- Janine Fluet : Sœur Estelle
- Denise Dubreuil : La soubrette
- Blanche Gauthier : Une dame patronnesse
- J.R. Tremblay : Le maire
- Fanny Tremblay : Une dame patronnesse (as Mme J.R. Tremblay)
- Mario Duliani : Un maître d'hôtel
- Adrien Vilandré : Un camionneur
- Pierrette Groulx
- Juana Laviolette
- Bertille Beaupré : Cliente à l'hôtel, dame au chapeau à pois.